# Georg Schwabenland
Georg Schwabenland (ur. 14 grudnia 1967 w Hockenheim) – zachodnioniemiecki zapaśnik walczący w stylu wolnym. Olimpijczyk z Barcelony 1992, gdzie zajął jedenaste miejsce w kategorii 68 kg.
Czwarty zawodnik mistrzostw świata w 1991. Czterokrotnie sięgał po medal na mistrzostwach Europy. Tytuł mistrza starego kontynentu wywalczył w 1991 i 1992. Wojskowy mistrz świata w 1988. Srebrny medalista mistrzostw świata juniorów w 1984 i Europy w 1985 roku.
Zdobył siedem tytułów mistrza Niemiec w latach: 1987-1993.
- Turniej w Barcelonie 1992

Pokonał Küllo Kõivo z Estonii i przegrał z Grekiem Jeorjosem Atanasiadisem i zawodnikiem Korei Południowej Go Yeong-ho.